# Kriegerdenkmal (Erfweiler)
Das Kriegerdenkmal in Erfweiler ist ein Gefallenenmonument, das nach dem Zweiten Weltkrieg entstand.

## Lage
Das Denkmal befindet sich unmittelbar vor dem Friedhof.

## Typologie
Mit zunehmendem Abstand von den Ereignissen während des Dritten Reichs keimte offensichtlich mancherorts die Erkenntnis, dass es in dieser Epoche nicht nur Kriegsopfer gab, sondern dass Mitbürgern Gewalt auch von deutscher Seite angetan worden war – und dass auch diesen Opfern ein Zeichen ehrenden Gedenkens gebührte. Beispielhaft seien dafür genannt Herschberg und Waldfischbach.

## Charakteristika
Am Denkmal befindet sich eine zunächst eher kurios anmutende „Erweiterung“: Auf der letzten Namenstafel als letzter in der Reihe befindet sich ein Name mit dem Todesdatum 9-9-38. Da ein Versehen ausgeschlossen ist – Angehörige hätten gegen ein solches Versehen protestiert und eine Korrektur durchgesetzt – gibt es lediglich eine Erklärung: Die aufgeführte Person ist als Soldat der Wehrmacht im Zusammenhang mit den Bauarbeiten am Westwall zu Tode gekommen.